# Acardo di San Vittore
Acardo di San Vittore (1100 circa – 1171) fu un teologo e filosofo, nonché abate dell'Abbazia di San Vittore e vescovo di Avranches.

## Biografia
Si ignora se fosse di origine inglese o normanna. Dopo aver studiato nella scuola dell'abbazia di san Vittore (Parigi), prese i voti e alla morte, nel 1155, dell'abate Gilduino, fu eletto a capo dell'abbazia.
Nel 1162 fu nominato vescovo di Avranches e l'anno successivo fu presente alla traslazione delle spoglie di re Edoardo il Confessore nell'abbazia inglese di Westminster. Fu sepolto nell'abbazia della Santa Trinità di La Lucerne-d'Outremer, con un'iscrizione dettata da lui stesso:
(Epitaffio sulla tomba di Sant'Acardo di Jumieges, composto da egli stesso. Abbazia della Santissima Trinità di La Lucerne (Abbaye Sainte-Trinité de La Lucerne), La Lucerne-d'Outremer, Francia)

## Opere
È considerato l'autore della De discretione animae, spiritus et mentis, già attribuito ad Adamo di San Vittore e a Gilberto di Poitiers, e del De unitate divinae essentiae et pluralitate creaturarum, in cui considera l'essenza divina la forma prima e divide le forme create in due distinte categorie: quella formata dagli oggetti del pensiero di Dio e quella costituita dagli oggetti presenti nella realtà del mondo.
Nella seconda parte del XX secolo ne sono state pubblicate omelie inedite:
- Sermons inédits, Paris, 1970, ISBN 2-7116-0001-7.